# Robbinsville (New Jersey)
Robbinsville (già Washington fino al 2008) è un comune (township) degli Stati Uniti d'America, situato nello stato del New Jersey, nella contea di Mercer.